# Station Hamburg-Veddel
Station Hamburg-Veddel (Haltepunkt Hamburg-Veddel, Haltepunkt Veddel) is een spoorwegstation in het stadsdeel Veddel van de Duitse plaats Hamburg, in de gelijknamige stadstaat. Naast de naam Veddel draagt het station ook de naam BallinStadt, wat een museum is in de buurt.
Het station is onderdeel van de S-Bahn van Hamburg en alleen treinen van de S-Bahn kunnen hier stoppen. Het station telt twee perronsporen aan één eilandperron. Het station ligt aan de spoorlijn Hamburg Hauptbahnhof - Hamburg-Neugraben.

## Treinverbindingen
De volgende S-Bahnlijnen doen station Veddel aan:
| Serie | Treinsoort        | Route | Bijzonderheden |
| ----- | ----------------- | --- | -------------- |
|       | S-Bahn (DB Regio) | Pinneberg – Elbgaustraße – Eidelstedt – Altona – Hauptbahnhof – Veddel – Harburg – Harburg Rathaus – Neugraben          |                |
|       | S-Bahn (DB Regio) | Elbgaustraße – Eidelstedt – Dammtor – Hauptbahnhof – Veddel – Harburg – Harburg Rathaus – Neugraben – Buxtehude – Stade |                |

Hamburg Hauptbahnhof ·
Hamburg-Hammerbrook ·
Hamburg-Veddel · 
Hamburg-Wilhelmsburg ·
Hamburg-Harburg ·
Hamburg-Harburg Rathaus ·
Hamburg-Heimfeld ·
Hamburg-Neuwiedenthal ·
Hamburg-Neugraben